# Lycée Saint-Exupéry de Fameck

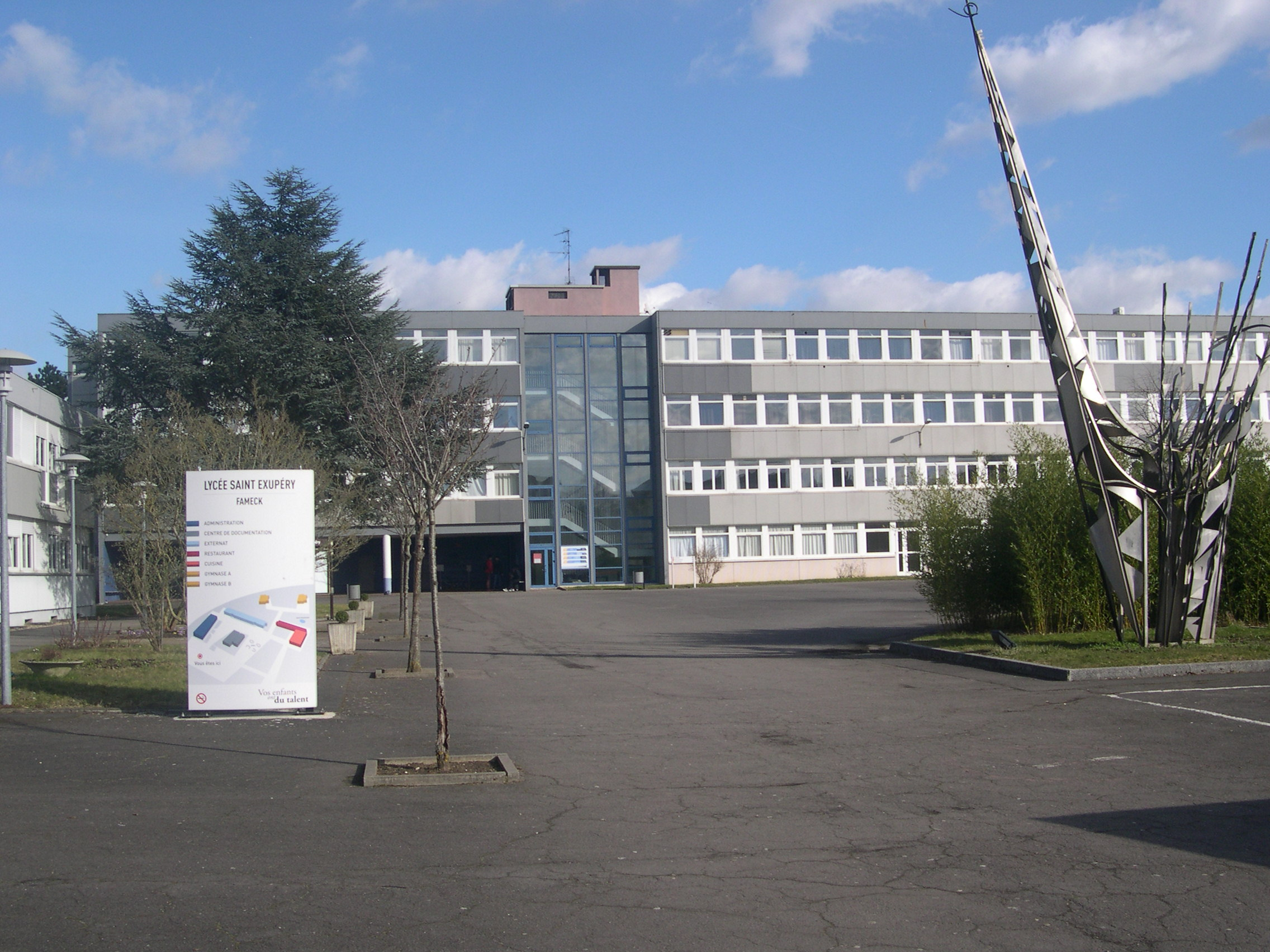
Bâtiment Nord.

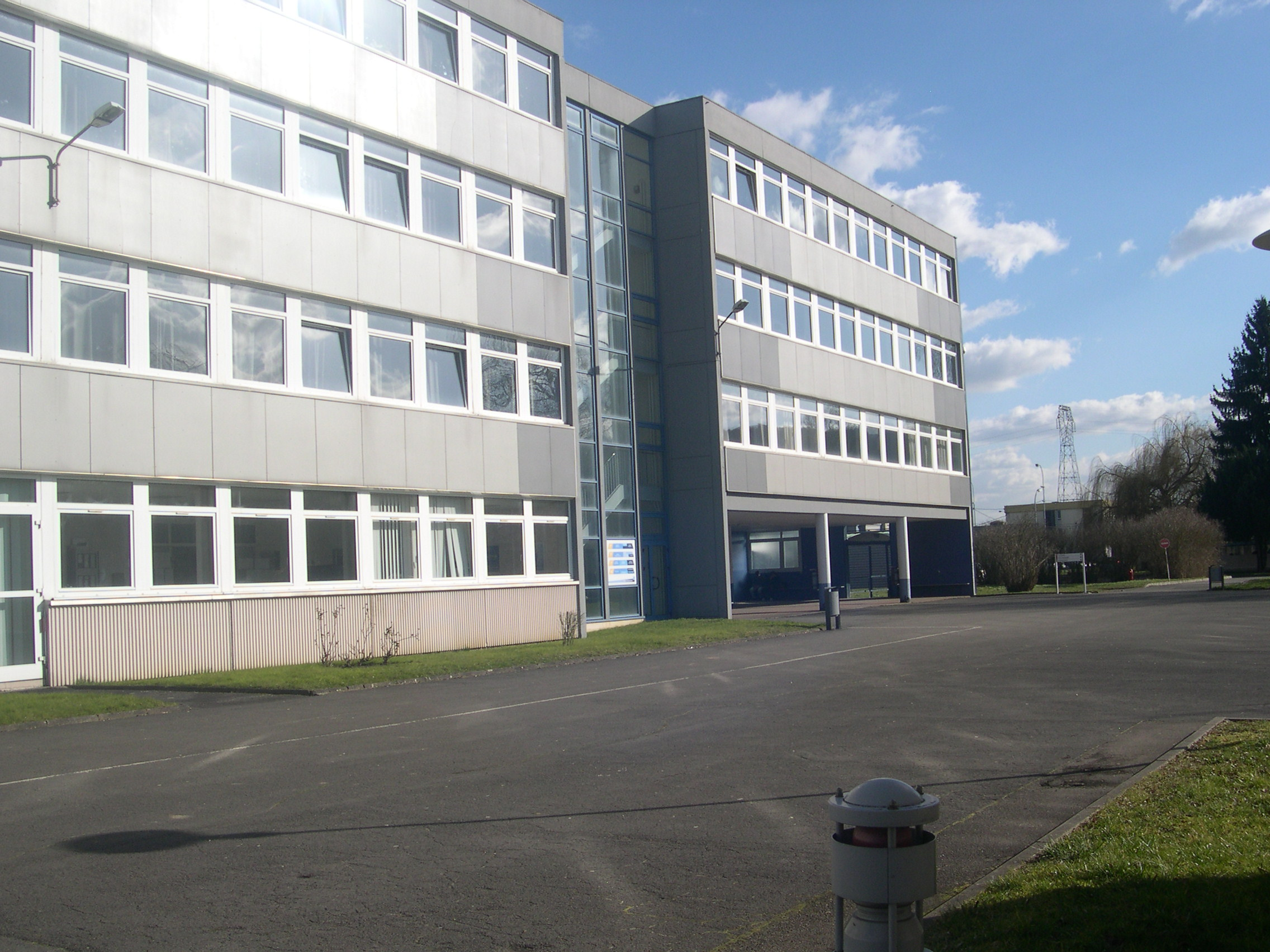
Bâtiment Sud.

Le lycée Antoine de Saint-Exupéry est un établissement public référencé comme étant un lycée polyvalent à dominante tertiaire.

## Histoire
En 1962, la forte augmentation de la croissance démographique de Fameck (due notamment à l'industrie de la sidérurgie)  a contraint le conseil général de la Moselle à construire un lycée. 9,30 hectares ont été mis à disposition pour la construction des bâtiments. En 1965, le lycée était fini. Dès 1965, le lycée accueille 628 élèves de premier cycle. Il était à la fois collège et lycée. En 1966, il existait une section technique : BEP-CAP. C'est devenu officiellement un lycée le 10 juillet 1968.
En 1968, il accueille 2278 élèves et seulement 3 professeurs étaient titulaires sur 26.
En 2015, il accueille 1090 élèves, pour 83 professeurs.

## Classement du lycée
En 2015, le lycée se classe 15e sur 38 au niveau départemental quant à la qualité d'enseignement, et 793e au niveau national. Le classement s'établit sur trois critères : le taux de réussite au bac, la proportion d'élèves de première qui obtiennent le baccalauréat en ayant fait les deux dernières années de leur scolarité dans l'établissement, et la valeur ajoutée (calculée à partir de l'origine sociale des élèves, de leur âge et de leurs résultats au diplôme national du brevet).

## Matières enseignées[4]
- Matières principales : mathématiques, français, histoire- géographie, anglais, allemand, italien, physique-chimie, science de la vie et de la terre, éducation physique et sportive.
- Enseignements d'exploration : science économique et sociale (SES), littérature et société (LS), science de laboratoire (SL) , pratique fondamentale de l'économie et de la gestion (PFEG)
- Options facultatives : histoire de l'art, espagnol, latin, EPS, italien
- Section d'enseignement particulier : sections linguistiques ; section européenne de lycée général et technologique

## Direction du lycée

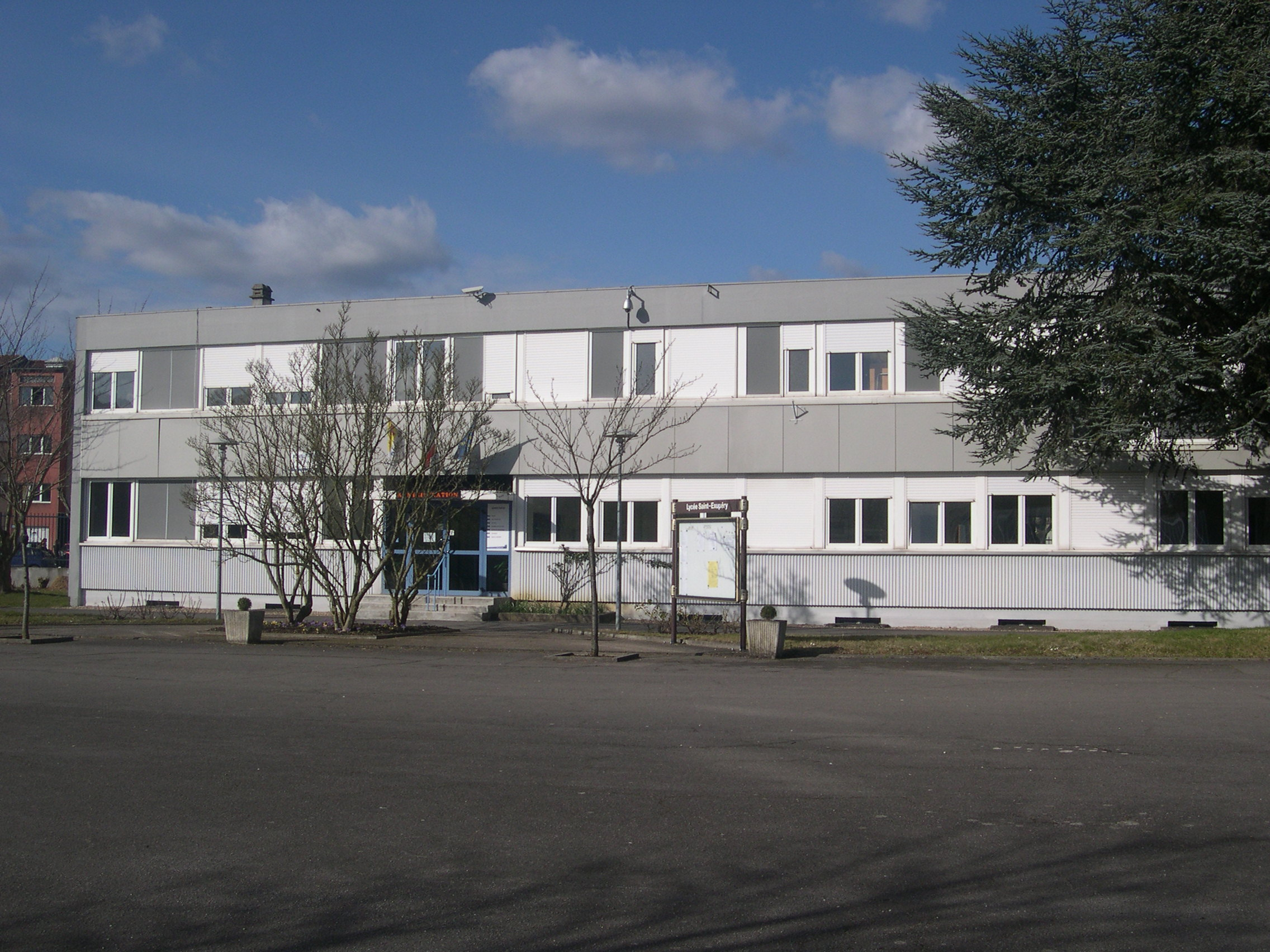
Administration.

- 1965-1979 : Eugène Seiter
- 1979-1980 : Pierre Guelfucci
- 1980-1985 : Lucien Jordan
- 1985-1990 : Pierre Rebert
- 1990-1995 : Monique Delahaie
- 1995-1999 : Martine Chaussec
- 1999-2005 : Gilbert Lang
- 2005-2009 : Alain Lizé
- 2009-2014 : Jean-François Reinert
- 2014-2017 : Michèle Letzelter
- Depuis 2017 : Catherine Aubin

## Personnalité liée au lycée
- Denis Robert, journaliste et romancier.

## Partenariat avec Sciences Po

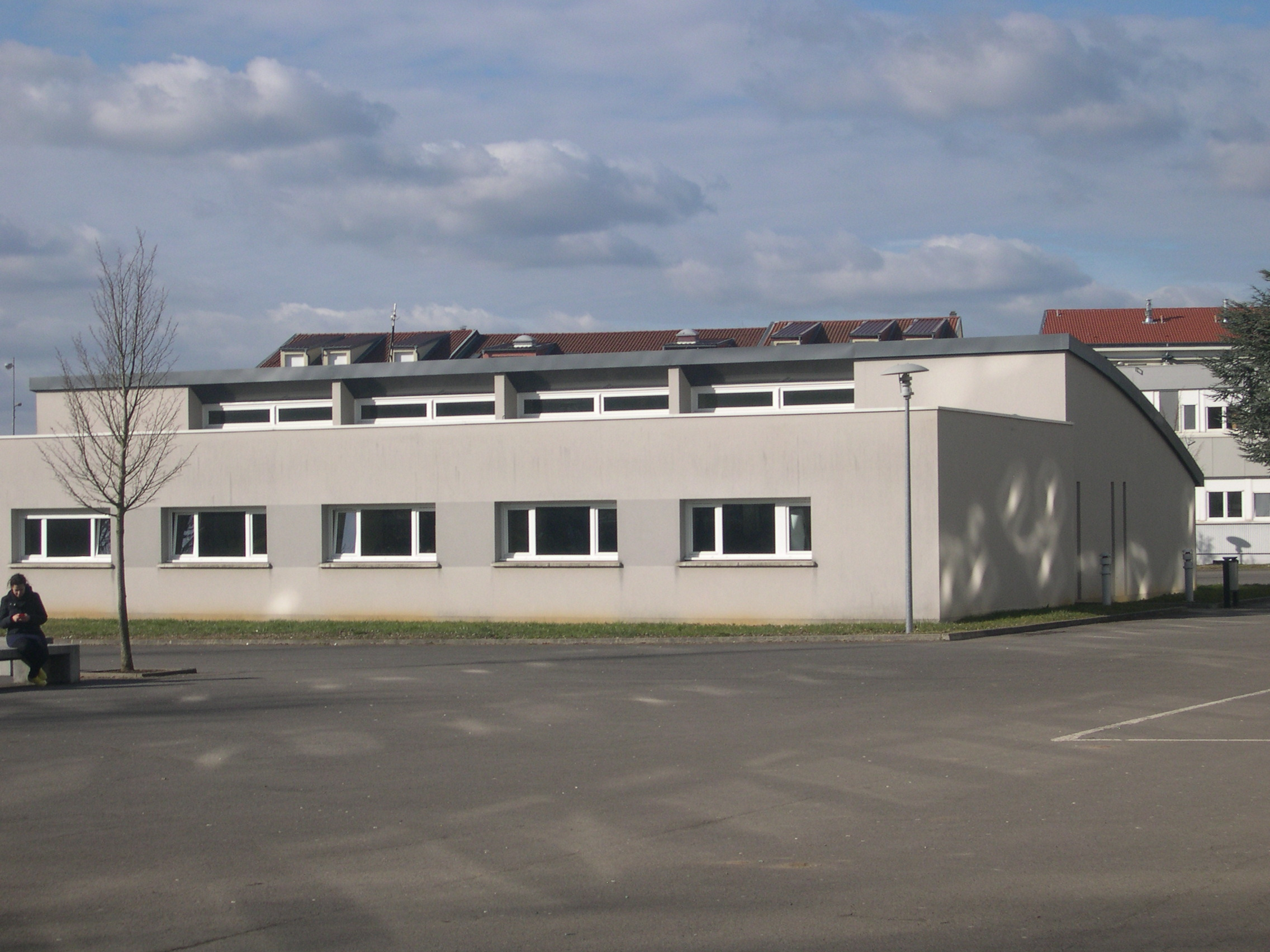
CDI.

Depuis 2001, le lycée (reconnu « lycée ambition réussite » en 2007) est en partenariat avec l'Institut d'études politiques de Paris en vue d'une admission, ce qui favorise l'égalité des chances et l'accès à l'enseignement supérieur sélectif. En 10 ans, 35 élèves ont pu intégrer Sciences Po Paris.